# Oratha parva
Oratha parva är en fjärilsart som beskrevs av Butler 1882. Oratha parva ingår i släktet Oratha och familjen mätare. Inga underarter finns listade i Catalogue of Life.